# Chimonobambusa communis
Chimonobambusa communis är en gräsart som först beskrevs av Chi Ju Hsueh och Tong Pei Yi, och fick sitt nu gällande namn av Kai Min Lan. Chimonobambusa communis ingår i släktet Chimonobambusa och familjen gräs. Inga underarter finns listade i Catalogue of Life.